# 636
| 636                |
| ------------------ |
| Dødsfald - Fødsler |
|                    |

| Gregoriansk kalender | 636 DCXXXVI             |
| Ab urbe condita      | 1389                    |
| Armensk kalender     | 85 ԹՎ ՁԵ                |
| Kinesiske kalender   | 3332 – 3333 乙未 – 丙申 |
| Etiopisk kalender    | 628 – 629               |
| Jødisk kalender      | 4396 – 4397             |
| Hindukalendere       |                         |
| - Vikram Samvat      | 691 – 692               |
| - Shaka Samvat       | 558 – 559               |
| - Kali Yuga          | 3737 – 3738             |
| Iransk kalender      | 14 – 15                 |
| Islamisk kalender    | 14 – 15                 |

Se også 636 (tal)